# Vibroair
Vibro-Air war eine deutsche Fluggesellschaft mit Sitz in Düsseldorf. Sie betrieb private und geschäftliche Charterflüge. 

## Geschichte
Die Vibro-Air ging aus dem 1987 begonnenen Werksflugverkehr der Allkauf hervor. Im Jahr 1999 wurde Vibro-Air eine eigenständige Fluggesellschaft, um die Flugzeuge besser auszulasten. Vibro-Air war europäischer Erstbetreiber der Raytheon 390 Premier 1. Von ihrem ursprünglichen Heimatflughafen, dem Verkehrslandeplatz Mönchengladbach, zog Vibro-Air inzwischen an den größeren Flughafen Düsseldorf um. Sie gehörte zur Vibro-Beteiligungsgesellschaft der vier Söhne des Eugen Viehof mit Sitz in Mönchengladbach. Vibro-Air war Mitglied der German Business Aviation Association, der European Business Aviation Association und der Baltic Air Charter Association. Zum 2. September 2013 stellte Vibro-Air den operationellen Betrieb ein. Daraus resultierend wurden alle Lizenzen dem Luftfahrt-Bundesamt im Original zurück gesandt und der operationelle Betrieb ordnungsgemäß abgewickelt.

## Flotte
Zum 2. September 2013 bestand die Flotte der Vibro-Air aus 3 Flugzeugen:
- 1 Embraer Phenom 300
- 1 Cessna CJ3
- 1 Embraer Legacy 600